# Lara de Liedekerke
Lara gravin de Liedekerke de Pailhe (Ukkel, 6 februari 1988) is een Belgische ruiter.

## Levensloop
Ze is achtvoudig Belgisch kampioene eventing.
In juni 2021 werd bekend dat Lara de Liedekerke België zou vertegenwoordigen op de Olympische zomerspelen te Tokio ter vervanging van Karin Donckers. Eerder nam ze al deel aan de wereldruiterspelen te Tryon (2018) en de Europese kampioenschappen te Strzegom (2017) en Luhmühlen (2019).
Ze is gehuwd met Kai-Steffen Meier, eveneens actief in de paardensport. Het koppel is woonachtig te Gesves en baat te Sart-Bernard een sport- en handelsstal uit.